# Real Valladolid
Real Valladolid Club de Fútbol, S.A.D. ali na kratko Real Valladolid je španski nogometni klub iz mesta Valladolid. Ustanovljen je bil 20. junija 1928 in aktualno igra v La Ligi, 1. španski nogometni ligi.
Real Valladolid je v svoji zgodovini preigral 10 sezon v 3. ligi, 34 sezon v 2. ligi in 41 sezon v 1. ligi. Vidnejši uspehi z domačih tekmovanj so 3 naslovi prvaka 2. lige, naziv prvaka ligaškega pokala v sezoni 1983/84, naziv prvaka (1953) in naziv podprvaka (1945) pokala federacij ter dva naziva podprvaka kraljevega pokala v sezonah 1949/50 in 1988/89. V evropskih tekmovanjih pa sta vidnejša uspeha Real Valladolida doseg šestnajstine finala Evropske lige v sezoni 1997/98, kjer ga je izločila ruska Spartak Moskva (1-2, 0-2) ter doseg četrtfinala Pokala pokalnih prvakov v sezoni 1989/90, kjer ga je po enajstmetrovkah izločil monaški Monaco (0-0, 0-0 / 1-3).
Domači stadion Real Valladolida je José Zorrilla, ki sprejme 26.512 gledalcev. Barvi dresov sta bela in vijolična. Nadimka nogometašev sta Pucela/Pucelanos ("Prihajajoči/izhajajoči iz Valladolida") in Blanquivioletas/Albivioletas ("Belovijolični").